# 워터하우스쇠주머니쥐
워터하우스쇠주머니쥐(Marmosa waterhousei)는 남아메리카에 서식하는 주머니쥐과 유대류의 일종이다. 나무 위에서 생활하는 수상성 동물이고, 무리를 짓지 않고 홀로 생활하는 야행성 동물이다. 잡식성 동물이다. 페루와 에콰도르의 서부 아마존 지역에서 발견된다. 린네쇠주머니쥐의 아종으로 간주하기도 한다. 아마존의 열대 및 아열대 숲에서 서식하며, 해발 고도 200~1410m 사이에서 발견된다.